# SL X420
De X420, ook als DB 420 bekend, was een elektrisch treinstel, bestemd voor het regionaal personenvervoer van de Zweedse spoorwegmaatschappij Stockholmståg (STÅG) en gehuurd van Deutsche Bahn-dochter DB Regio Sverige.

## Geschiedenis
De SJ hebben gediend ter overbrugging van de levertijd van de bestelde X60 aan de SL bij DB Regio Sverige AB. Er werden 15 treinen van dit type - aangepast aan Zweedse omstandigheden - vanaf januari 2003 als X420 in gebruik genomen. Op 16 december 2005 werd de laatste X420 buiten gebruik gesteld en kort daarna in Zweden gesloopt.

## Constructie en techniek
Het treinstel bestond uit drie vierassige rijtuigen, elk opgebouwd uit een aluminium frame. Alle twaalf assen waren aangedreven. Van de eerste dertig treinen bij de DB, waarvan er vier bij SL terechtkwamen, hadden de koprijtuigen een stalen frame. Door de aanwezigheid van veel deuren en de lichte bouw konden in korte tijd veel passagiers worden vervoerd. Het treinstel was uitgerust met luchtvering. Er konden tot vier eenheden gekoppeld in treinschakeling rijden.

## Nummers
De treinen van DB werden bij SL als volgt genummerd:
| DB-nummer:                | SL-nummer:                            |
| ------------------------- | ------------------------------------- |
| 420 020, 421 020, 420 520 | X420-A 0020, X421-M 1020, X420-B 0520 |
| 420 021, 421 021, 420 521 | X420-A 0021, X421-M 1021, X420-B 0521 |
| 420 026, 421 026, 420 526 | X420-A 0026, X421-M 1026, X420-B 0526 |
| 420 027, 421 027, 420 527 | X420-A 0027, X421-M 1027, X420-B 0527 |
| 420 044, 421 044, 420 544 | X420-A 0044, X421-M 1044, X420-B 0544 |
| 420 047, 421 047, 420 547 | X420-A 0047, X421-M 1047, X420-B 0547 |
| 420 054, 421 054, 420 554 | X420-A 0054, X421-M 1054, X420-B 0554 |
| 420 058, 421 058, 420 558 | X420-A 0058, X421-M 1058, X420-B 0558 |
| 420 060, 421 060, 420 560 | X420-A 0060, X421-M 1060, X420-B 0560 |
| 420 062, 421 062, 420 562 | X420-A 0062, X421-M 1062, X420-B 0562 |
| 420 065, 421 065, 420 565 | X420-A 0065, X421-M 1065, X420-B 0565 |
| 420 067, 421 067, 420 567 | X420-A 0067, X421-M 1067, X420-B 0567 |
| 420 110, 421 110, 420 610 | X420-A 0110, X421-M 1110, X420-B 0610 |
| 420 117, 421 117, 420 617 | X420-A 0117, X421-M 1117, X420-B 0617 |
| 420 119, 421 119, 420 619 | X420-A 0119, X421-M 1119, X420-B 0619 |

## Treindiensten
De treinen reden enkele treindiensten in de provincie Stockholms län:
| Lijn | Treinsoort                     | Route                                                                                         | Bijzonderheden                                                                                    |
| ---- | ------------------------------ | --------------------------------------------------------------------------------------------- | ------------------------------------------------------------------------------------------------- |
| 33   | Piekuurtrein                   | Upplands Väsby - Sollentuna - Solna - Stockholm Centraal - Älvsjö - Västerhaninge - Nynäshamn | Rijdt alleen in de spits                                                                          |
| 34   | Piekuurtrein                   | Tumba - Flemingsberg - Stockholm C - Sundbyberg - Kungsängen                                  | Rijdt alleen in de spits. In Sundbyberg kunnen reizigers overstappen naar het TIM-netwerk van SJ. |
| 35   | Lokale trein                   | Bålsta - Kungsängen - Sundbyberg - Stockholm C - Älvsjö - Västerhaninge - Nynäshamn           | Rijdt 's Nachts beperkt tot Västerhaninge en soms alleen tot Stockholm Centraal                   |
| 36   | Lokale trein                   | Märsta - Stockholm C - Flemingsberg - Södertälje S - Södertälje Centrum                       | Rijdt 's nachts slechts tot hun eindbestemming.                                                   |
| 37   | Lokale trein "Feeding service" | Södertälje Centrum - Södertälje Haven - Järna - Mölnbo - Gnesta                               | In Gnesta kunnen reizigers overstappen naar het TIM-netwerk van SJ.                               |